# Lecanora cadubriae
Lecanora cadubriae är en lavart som först beskrevs av A. Massal., och fick sitt nu gällande namn av Hedl. Lecanora cadubriae ingår i släktet Lecanora och familjen Lecanoraceae.  Arten är reproducerande i Sverige. Inga underarter finns listade i Catalogue of Life.